# ジオス (自転車フレームメーカー)
ジオス (伊: GIOS) は、イタリアの自転車メーカー。1948年設立。本拠地はイタリアのトリノ。よりイタリア語に近く発音すると「ジョス」。

## 解説
創業者のトルミーノ・ジオスは元ロードレース (自転車競技)の選手である。ベルリン五輪イタリア代表に選ばれるほどの名手であり、同社のエンブレム(ヘッドマーク)に五輪があしらわれているのはそのためである。
1973年からプロチーム「ブルックリン」にフレームを供給する。エースのロジェ・デ・フラミンク（ロジャー・ドブラマンク,Roger De Vlaeminck）の活躍によりジオスも名声を得ることになる。それまでジオスのシンボルカラーはオレンジ色だったが、デ・フラミンクが駆っていたのは青色のフレームであった。以来、その青は「ジオスブルー」と呼ばれ、イタリアのペンキ屋の色サンプルにも「ジオスブルー」の呼称が登場するほど「ジオスといえばジオスブルー」というイメージが定着している。
プロチームへのフレームの供給は、1994年からスペイン・ケルメ（2004年現在はルックを使用）、2003年から2004年までイタリア・フォルマッジピンゾーロなどがジオスのフレームを使用していた。